# Ternuay-Melay-et-Saint-Hilaire
Ternuay-Melay-et-Saint-Hilaire è un comune francese di 541 abitanti situato nel dipartimento dell'Alta Saona nella regione della Borgogna-Franca Contea.

## Società

### Evoluzione demografica
Abitanti censiti